# Pterygiodesmus strumosus
Pterygiodesmus strumosus är en mångfotingart som beskrevs av Loomis 1936. Pterygiodesmus strumosus ingår i släktet Pterygiodesmus och familjen Chelodesmidae. Inga underarter finns listade i Catalogue of Life.